# Denfert-Rochereau (Métro Paris)

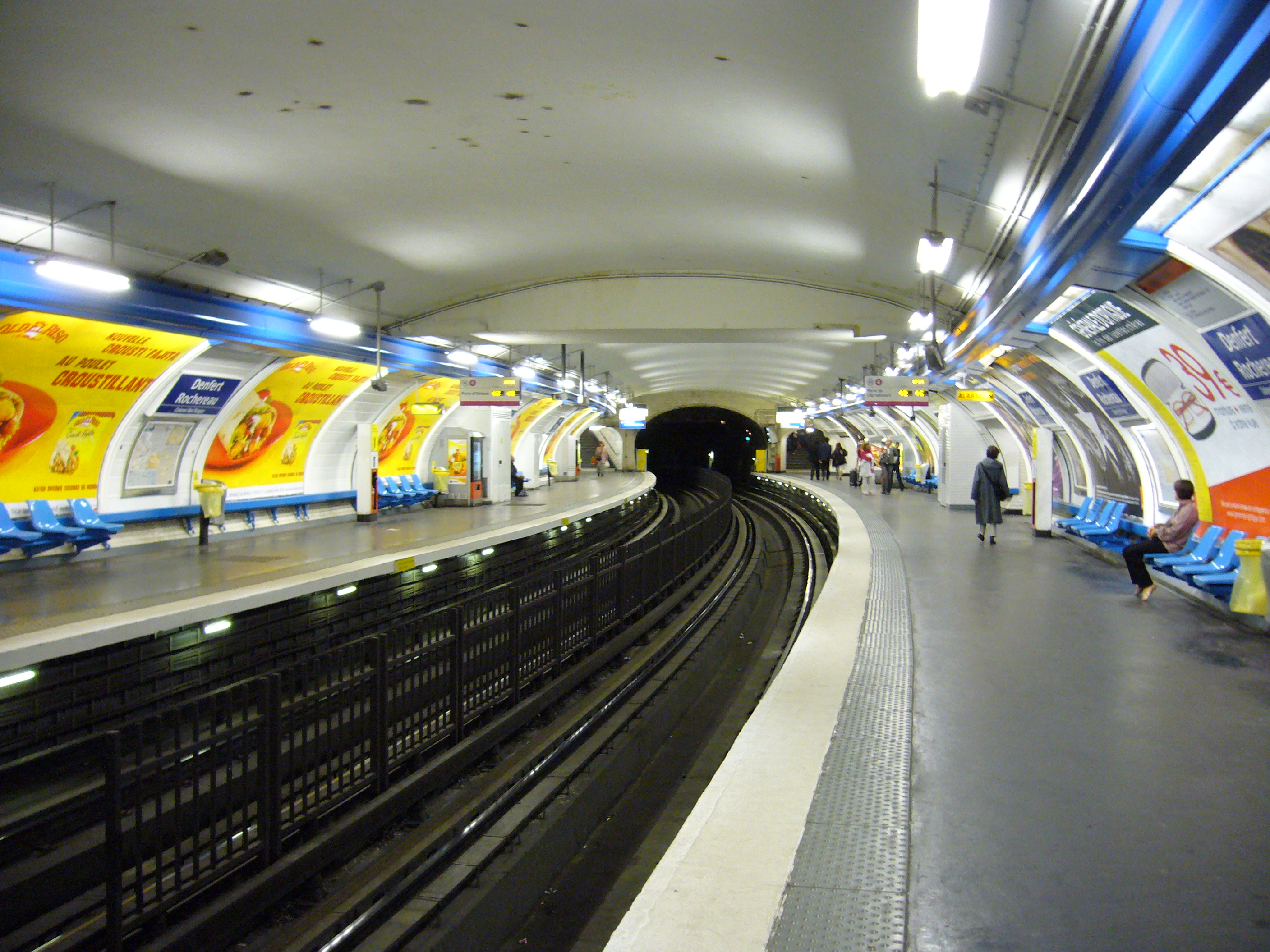
Station der Linie 4, 2008

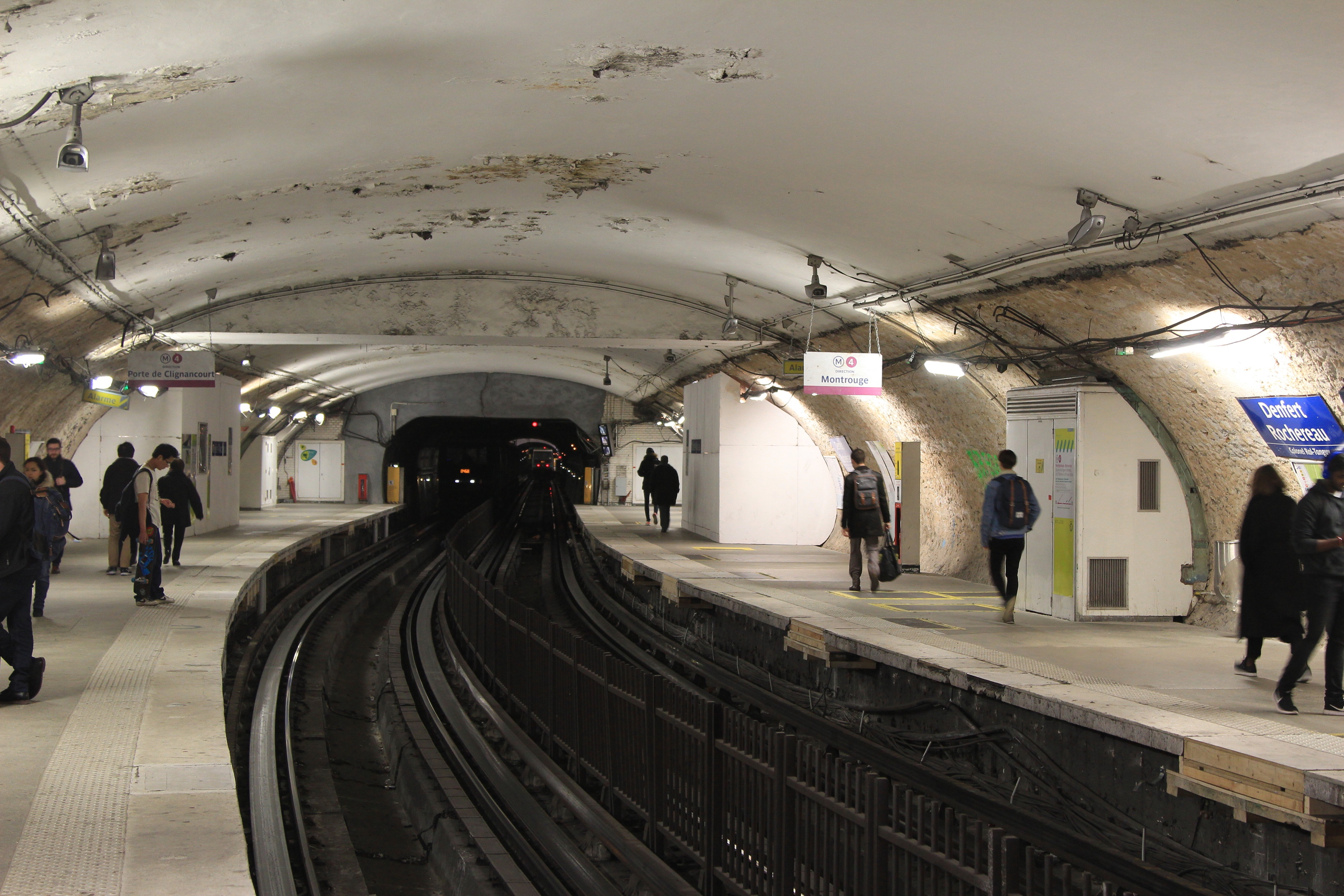
Station der Linie 4 während der Renovierung, Februar 2017

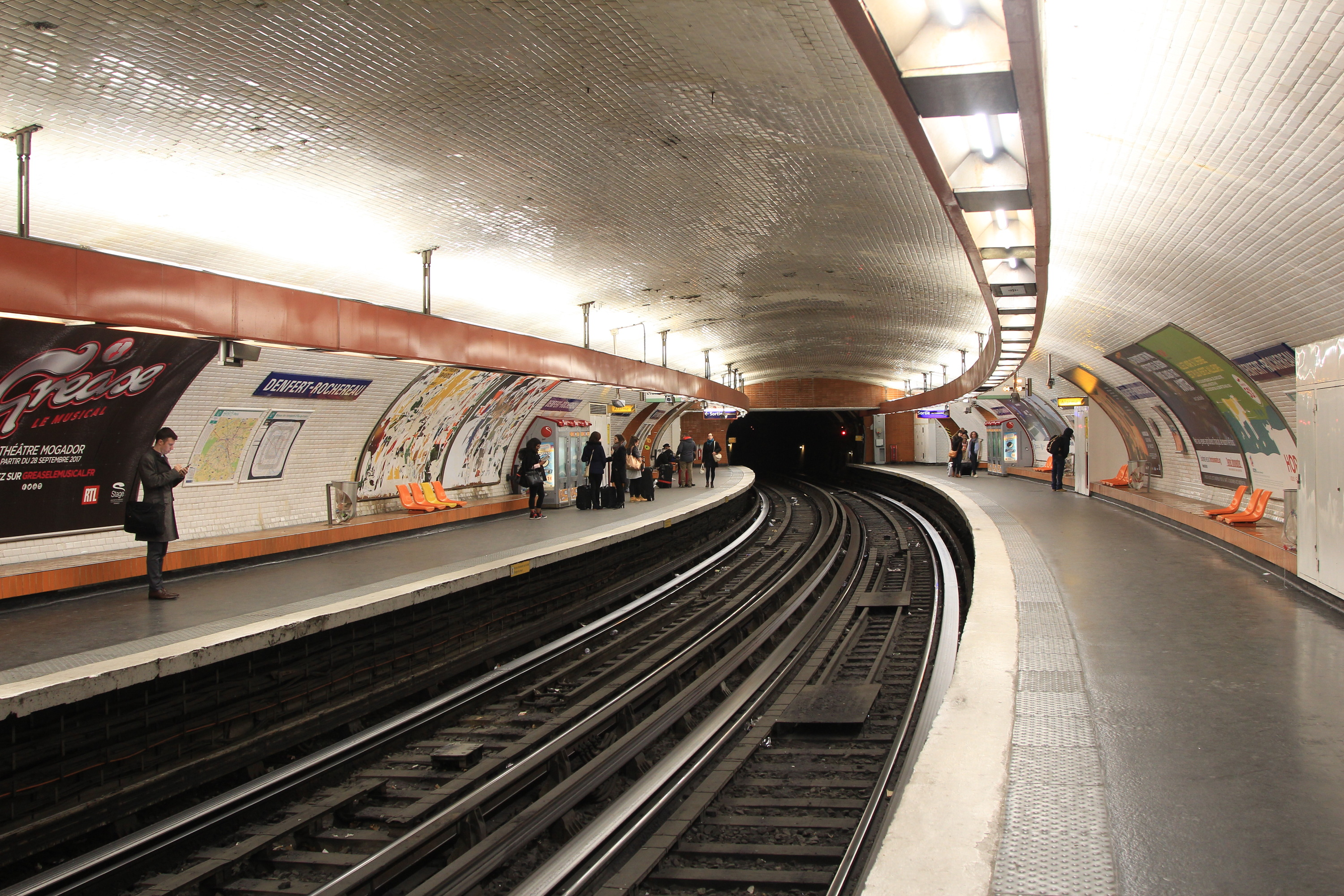
Station der Linie 6

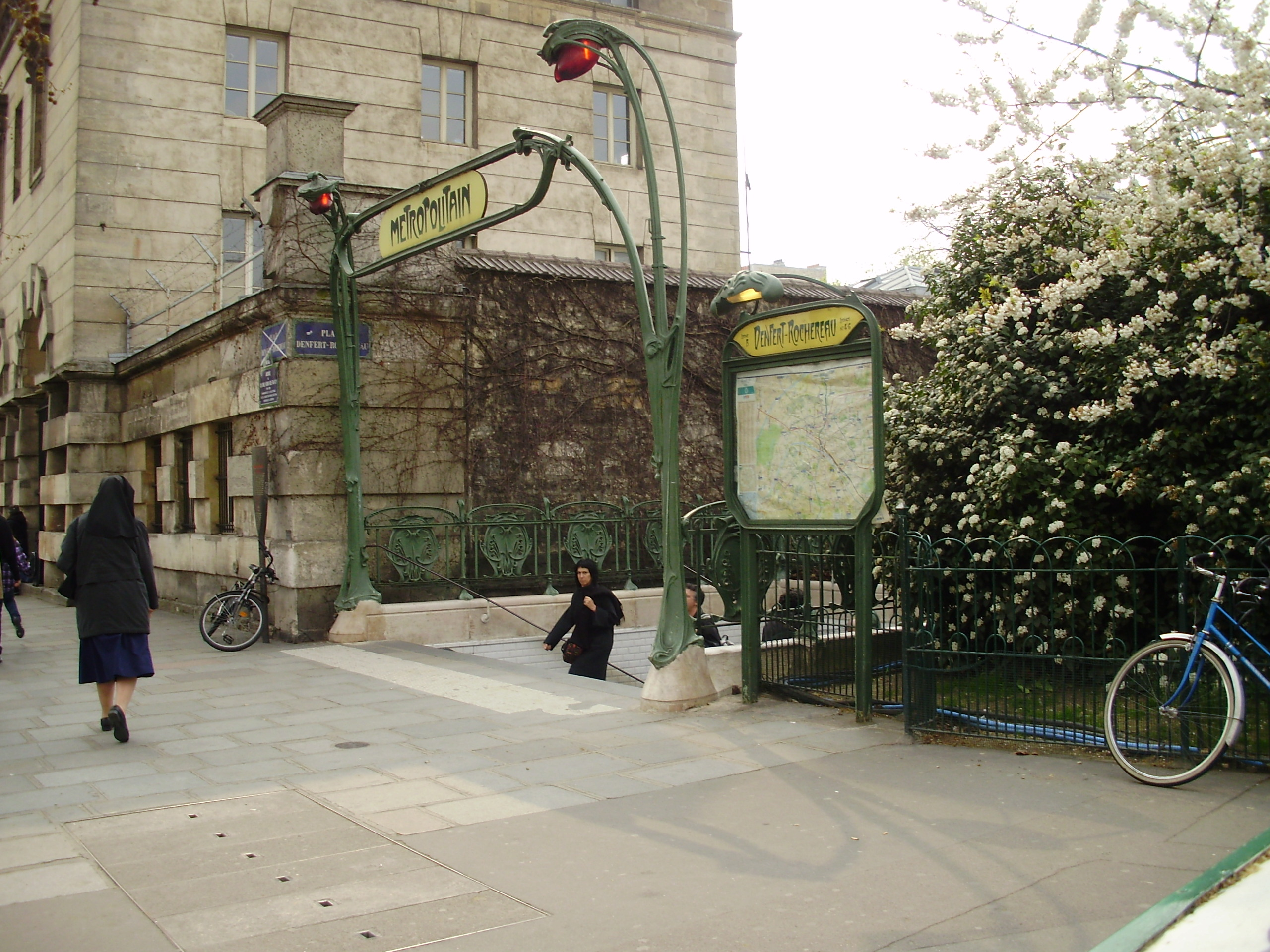
Von Hector Guimard entworfener Zugang im Stil des Art nouveau

Denfert-Rochereau [dɑ̃fɛʁ ʁɔʃʁo] ist ein unterirdischer Umsteigebahnhof der Linien 4 und 6 der Pariser Métro. Es besteht die Umsteigemöglichkeit zur Linie B des S-Bahn-ähnlichen RER-Netzes an deren in unmittelbarer Nähe gelegenem Bahnhof Gare de Denfert-Rochereau.

## Lage
Der U-Bahnhof befindet sich an der Grenze des Quartier du Montparnasse mit dem Quartier du Petit-Montrouge im 14. Arrondissement von Paris. Die Station der Linie 4 liegt südwestlich des Platzes Place Denfert-Rochereau unter der Avenue du Général-Leclerc, die der Linie 6 unter dem Platz und der Einmündung des Boulevard Saint-Jacques.

## Name
Den Namen gibt die Place Denfert-Rochereau. Der Oberst Pierre Marie Philippe Aristide Denfert-Rochereau (1823–1878) erlangte durch seine Rolle bei der Verteidigung der Festung Belfort im Deutsch-Französischen Krieg 1870/71 Berühmtheit.
Die Station führt nach der die Place Denfert-Rochereau querende Avenue du Colonel-Henri-Rol-Tanguy den Namenszusatz Colonel Rol-Tanguy. Henri Rol-Tanguy (1908–2002) war einer der Organisatoren des französischen Widerstands im Zweiten Weltkrieg. Im Zuge der Befreiung von Paris nahm er am 25. August 1944 gemeinsam mit General Leclerc die Übergabeerklärung des deutschen Generals Dietrich von Choltitz entgegen.

## Geschichte
Die Station der heutigen Linie 6 wurde am 24. April 1906 mit der Eröffnung der Verlängerung der Linie 2 Sud von Passy bis Place d’Italie in Betrieb genommen. Am 14. Oktober 1907 wurde die bis dahin eigenständige Linie 2 Sud aufgegeben und zum südwestlichen Endabschnitt der Linie 5 (Étoile – Gare du Nord). Seit dem 6. Oktober 1942 verkehrt die Linie 6 an der Station, im Juli 1974 wurde diese Linie für den Verkehr mit luftbereiften Zügen umgebaut.
Am 30. Oktober 1909 wurde die Station der Linie 4 eröffnet. Die Linie bestand zunächst aus zwei räumlich voneinander getrennten Teilen, einem 1908 eröffneten Nordabschnitt und einem Abschnitt südlich der Seine, der von Porte d’Orléans bis Raspail verlief. Am 9. Januar 1910 ging die Verlängerung bis Châtelet in Betrieb, die die beiden Abschnitte miteinander verband.

## Beschreibung
Beide Stationen liegen unter elliptischen Gewölben, deren Seitenwände der Krümmung der Ellipse folgen. Sie beschreiben jeweils eine leichte Kurve. Die Station der Linie 4 wurde Mitte der 1960er Jahre von 75 m auf 90 m verlängert und für den Verkehr mit luftbereiften Zügen umgebaut. Im Jahr 2017 wird die Station erneut renoviert.
Die Station der Linie 6 liegt tiefer als die der Linie 4. Nach wie vor weist sie die ursprüngliche Pariser Standardlänge von 75 m, ausreichend für Fünf-Wagen-Züge, auf. Sie beginnt unterhalb der Streckengleise der Linie 4 am Nordkopf deren Station und unterquert anschließend den Tunnel der RER-Linie B. Als eine der wenigen Métrostationen präsentiert sie sich noch fast vollständig im Dekor „Andreu-Motte“, das zwischen 1974 und 1984 bei Renovierungen Anwendung fand. Decke und Wände sind mit gefasten weißen Fliesen verkleidet, die Sitze und die Seiten der Leuchtbänder sind orange.
Der Hauptzugang liegt auf der Place Denfert-Rochereau an der Avenue du Colonel-Henri-Rol-Tanguy, er trägt das von Hector Guimard entworfene Dekor im Stil des Art nouveau. Von den drei weiteren Zugängen ist einer durch ein gelbes „M“ in einem Doppelkreis markiert.

## Fahrzeuge
Auf der Linie 4 verkehrten bis 1928 Fünf-Wagen-Züge aus zunächst drei zweimotorigen, später zwei viermotorigen Triebwagen und Beiwagen. Sie wurden durch Sprague-Thomson-Züge abgelöst, die in den Jahren 1966/67 sukzessive durch gummibereifte Sechs-Wagen-Züge der Baureihe MP 59 ersetzt wurden. Seit 2011 ist auf der Linie 4 die Baureihe MP 89 CC im Einsatz. Die Umstellung der Linie 4 auf fahrerlose Züge der Baureihen MP 89 CA, MP 05 und MP 14 hat am 12. September 2022 begonnen und soll bis Ende 2023 abgeschlossen sein.
Die heutige Linie 6 wurde ab ca. 1910 von Zügen der Bauart Sprague-Thomson befahren. Im Juli 1974 wurde die Linie auf gummibereifte Fahrzeuge umgestellt, seitdem verkehrt dort die Baureihe Baureihe MP 73. Seit Januar 2023 wird auch die Baureihe MP 89 CC auf der Linie 6 eingesetzt.

## Umgebung

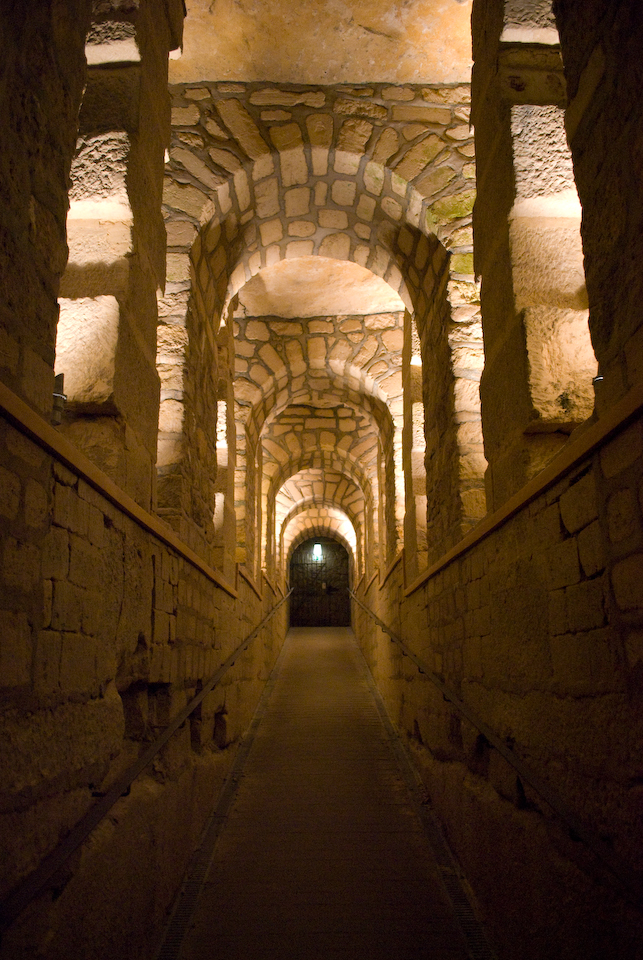
„Passage des doubles carrières“ in den Katakomben

An der Place Denfert-Rochereau befindet sich der Zugang zum öffentlichen Teil der Katakomben von Paris.